# Henry Danger, le film
Pour plus de détails, voir Fiche technique et Distribution.
Henry Danger, le film (Henry Danger: The Movie) est un téléfilm américain réalisé par Joe Menendez (en) et diffusée en 2025. Il fait suite à la série télévisée Henry Danger, diffusée sur Nickelodeon entre 2014 et 2020. Jace Norman y reprend son rôle d'Henry Hart, entouré de Sean Ryan Fox, Ella Anderson, Michael D. Cohen et Frankie Grande (en).
Le téléfilm est diffusé aux États-Unis simultanément sur Nickelodeon et Paramount+ le 29 janvier 2025.

## Synopsis
Henry Hart, alias Kid Danger, est devenu un héros à Dystopia après avoir quitté Swellview. Cependant, il doit faire face aux défis de sa célébrité croissante. Un super-fan obsessionnel, Missy Martin, entre en possession d'un appareil capable d'ouvrir des réalités alternatives, appelé Reality Altering Device (R.A.D.). Lorsque Missy active le R.A.D., elle transporte Henry dans divers mondes parallèles issus de ses fanfictions.
Dans ces réalités alternatives, Henry doit affronter des versions fictionnelles de personnages connus, comme Coach Cregg et Vampiper. Pour retrouver son chemin vers Dystopia, Henry se retrouve contraint de collaborer avec Missy et Jasper. Ensemble, ils naviguent à travers ces mondes parallèles, rencontrant des versions alternatives de Frankini, Piper, et Jasper, notamment dans un nightclub des années 80 et un environnement post-apocalyptique.
Leur quête les mène à récupérer un cristal essentiel pour restaurer la réalité originale. Après avoir vaincu Vampiper et ses alliés, Henry retourne à Dystopia avec une nouvelle appréciation pour ses amis. Missy, inspirée par son aventure avec Kid Danger, décide de continuer à faire une différence dans sa ville natale.

## Fiche technique
Sauf indication contraire, les informations mentionnées dans cette section peuvent être confirmées par la base de données cinématographiques IMDb,  présente dans la section « Liens externes ».
- Titre original : Henry Danger: The Movie
- Titre français : Henry Danger, le film
- Réalisation : Joe Menendez
- Scénario : Christopher J. Nowak, Jake Farrow, d'après les personnages créés par Dan Schneider et Dana Olsen
- Musique : Paul Edward-Francis
- Producteurs : Jake Farrow, Ron French, Joe Menendez, Jace Norman, Christopher J. Nowak
- Sociétés de production : Nickelodeon Movies, Nickelodeon Productions et Yes Yes Coffee
- Distribution : Paramount+
- Genres : action, aventure, comédie, science-fiction
- Pays de production :  États-Unis
- Langue originale : anglais
- Durée : 86 minutes
- Dates de sortie[4] :
  - États-Unis : 17 janvier 2025 (1re diffusion TV)
  - France : 23 février 2025 (vidéo à la demande)
- Classification[5] :
  - États-Unis : TV-PG

## Distribution
- Jace Norman : Henry Hart / Kid Danger
- Sean Ryan Fox : Jasper Dunlop / Captain Stache
- Ella Anderson : Piper Hart / Vampiper
- Michael D. Cohen : Schwoz Schwartz
- Frankie Grande : Captain Stache / Fangkini
- Glee Dango : Missy Martin / Superfan
- Andre Tricoteux : Coach Cregg
- Cooper Barnes : Ray Manchester / Captain Man
- Eric Mazimpaka : Blackout
- Rachael Drance : l'inspectrice Jones
- Breeze Dango : Gemma Martin
- Trevor Devall : Blackout (voix)

## Production
En mai 2017, le président du groupe Nickelodeon de Viacom a annoncé qu'un film basé sur Henry Danger était en cours de développement,. En janvier 2022, il a été annoncé que Jace Norman reviendrait chez Nickelodeon avec un accord majeur pour produire et jouer dans du contenu original sur toutes les plateformes ViacomCBS. Dans le cadre de cet accord, Norman reprendrait son rôle d'Henry Hart (Kid Danger) dans un film sur Henry Danger.

### Tournage
Le tournage débute le 11 mars 2024 à Vancouver et Richmond, en Colombie-Britannique. Il s'achève le 18 avril.

## Diffusion et accueil
Aux États-Unis, Henry Danger, le film est diffusé simultanément sur Nickelodeon et Paramount+ le 29 janvier 2025,
Le film est vu par près de 140 000 spectateurs le jour de sa première diffusion américai e.
Fernanda Camargo de Common Sense Media attribue au téléfilm une note de 3 étoiles sur 5, déclarant que « ce film est satisfaisant pour les fans de la série et constitue une bonne introduction pour les nouveaux spectateurs. »